# 홍갈치과
홍갈치과(Cepolidae)는 에우페르카리아류에 속하는 조기어류과의 하나이다. 약 21종을 포함하고 있다. 페르카목으로 분류하기도 하는 해양 어류이다. 지중해와 오스트레일리아와 뉴질랜드를 포함하는 동대서양과 인도-태평양에서 발견된다. 몸길이는 최대 80cm이다. 수심 80~500m에서 주로 발견되지만 먹줄홍갈치속(Acanthocepola)과 홍갈치속(Cepola)에 속하는 대부분의 종은 좀더 얕은 곳에서 발견된다. 홍갈치와 남방홍갈치, 점줄홍갈치, 먹점홍갈치 등을 포함하고 있다.

## 하위 속
- 먹줄홍갈치속 (Acanthocepola)
- 홍갈치속 (Cepola)
- Owstonia
- Pseudocepola
- Sphenanthias